# Podlesí (Malá Morava)
Podlesí (do roku 1948 Krumperky, německy Grumberg) je součástí obce Malá Morava v okrese Šumperk.
Stejnojmenná zastávka na železniční trati Dolní Lipka - Hanušovice leží 2 km severně od vesnice.

## Název
Vesnice (posléze městys) nesla od svého založené jméno Krumberg ("Křivý vrch"), od 18. století se v němčině zapisovala podoba Grumberg. Do češtiny bylo jméno převedeno v podobě Krumberg, Krumperk, od konce 19. století v množném čísle (Krumperky). Po druhé světové válce dostala vesnice zcela nové jméno Podlesí podle polohy.

## Historie
První písemná zmínka o obci pochází z roku 1598. Roku 1612 byla vesnice povýšena na městečko.
| Rok            | 1869 | 1880 | 1890 | 1900 | 1910 | 1921 | 1930 | 1950 | 1961 | 1970 | 1980 | 1991 | 2001 | 2011 | 2021 |
| -------------- | ---- | ---- | ---- | ---- | ---- | ---- | ---- | ---- | ---- | ---- | ---- | ---- | ---- | ---- | ---- |
| Počet obyvatel | 947  | 941  | 900  | 785  | 730  | 669  | 593  | 239  | 216  | 188  | 137  | 99   | 111  | 77   | 88   |

## Pamětihodnosti
V katastru obce jsou evidovány tyto kulturní památky:
- Kostel sv. Maří Magdalény – jednolodní raně barokní kostel z roku 1683, upravovaný v letech 1785 a 1802; k areálu patří dále:
  - ohradní zeď se vstupní branou
  - kříž (před vstupní branou do kostela) – z roku 1801
- Mariánský sloup – barokní sloup se sochou Panny Marie Immaculaty z doby kolem roku 1750–1760

## Osobnosti
- Johann Böhner (1710 Grumberg –1785 Ostrov sv. Tomáše), exulant, misionář Moravské církve.[9][10]

## Galerie

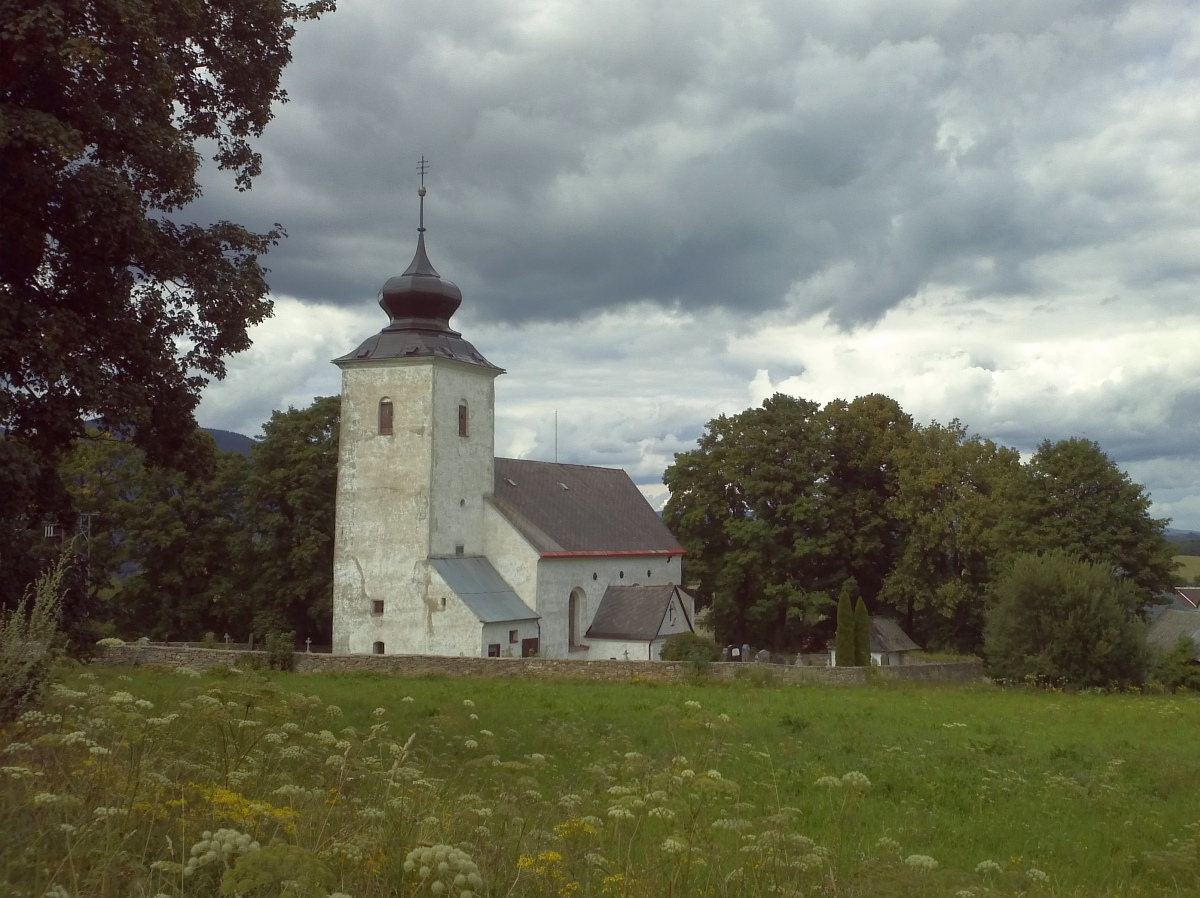
kostel sv. Máří Magalény
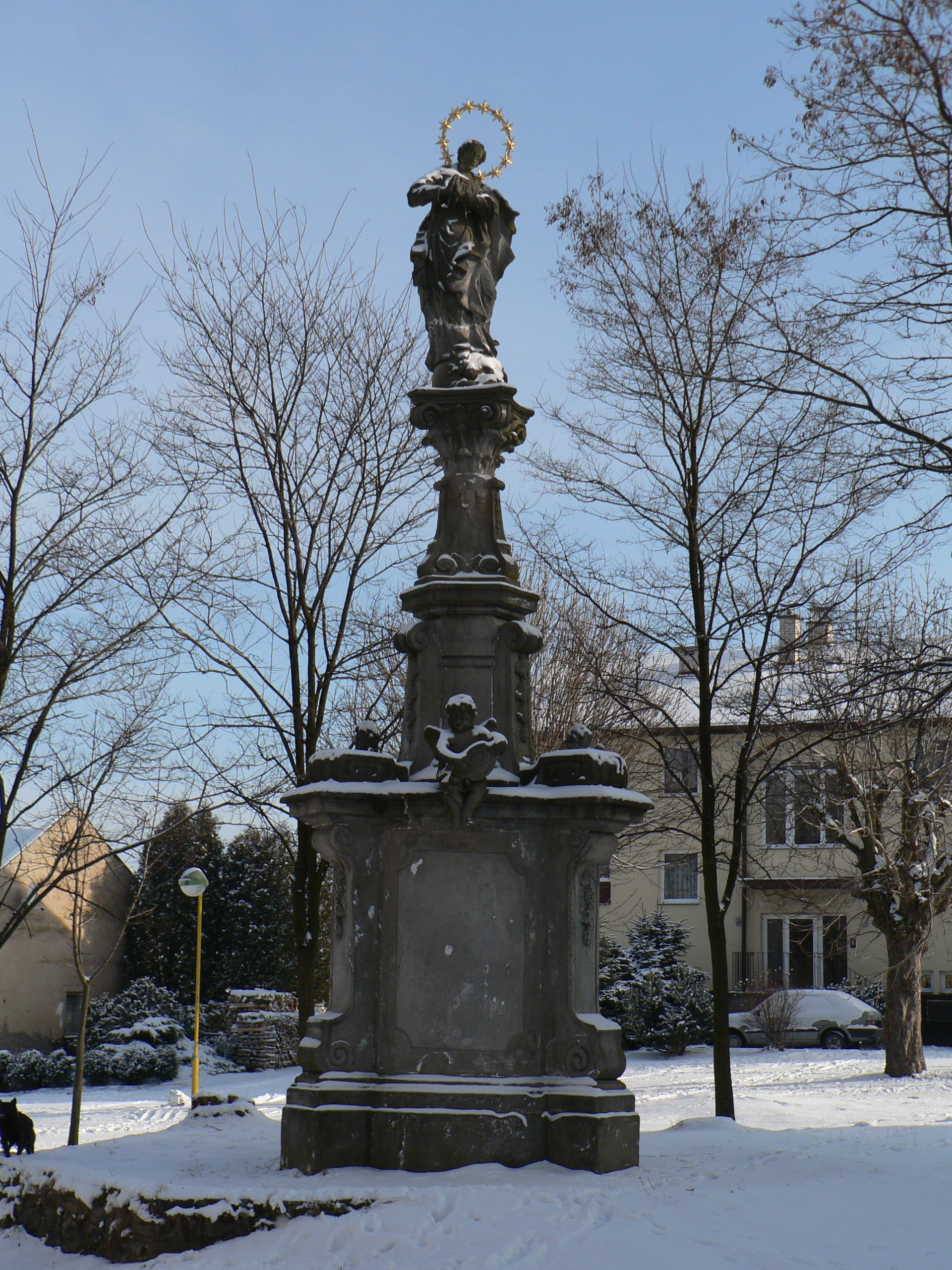
Mariánský sloup na náměstí
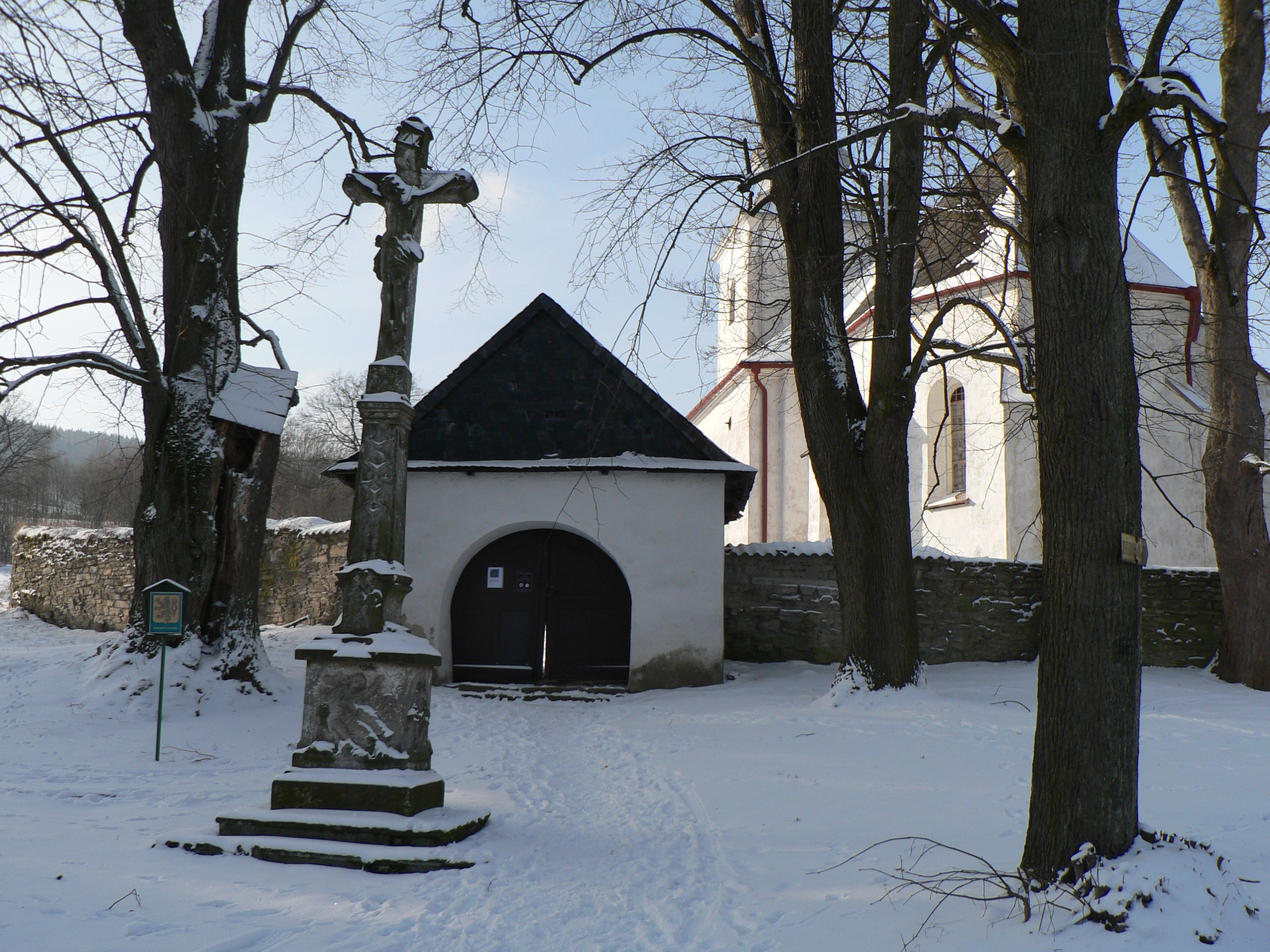
kříž z roku 1801